# Калинково
Калинково — посёлок в Гвардейском городском округе Калининградской области России. Входит в состав Славинского сельского поселения.

## Население
| 2002 | 2010 |
| ---- | ---- |
| 301  | ↘249 |

## История
Населенный пункт Ирглякен в 1946 году был переименован в посёлок Калинково.